# Napoleonaea gabonensis
Napoleonaea gabonensis là một loài thực vật có hoa trong họ Lecythidaceae. Loài này được Liben mô tả khoa học đầu tiên năm 1971.